# Maria Hamrefors

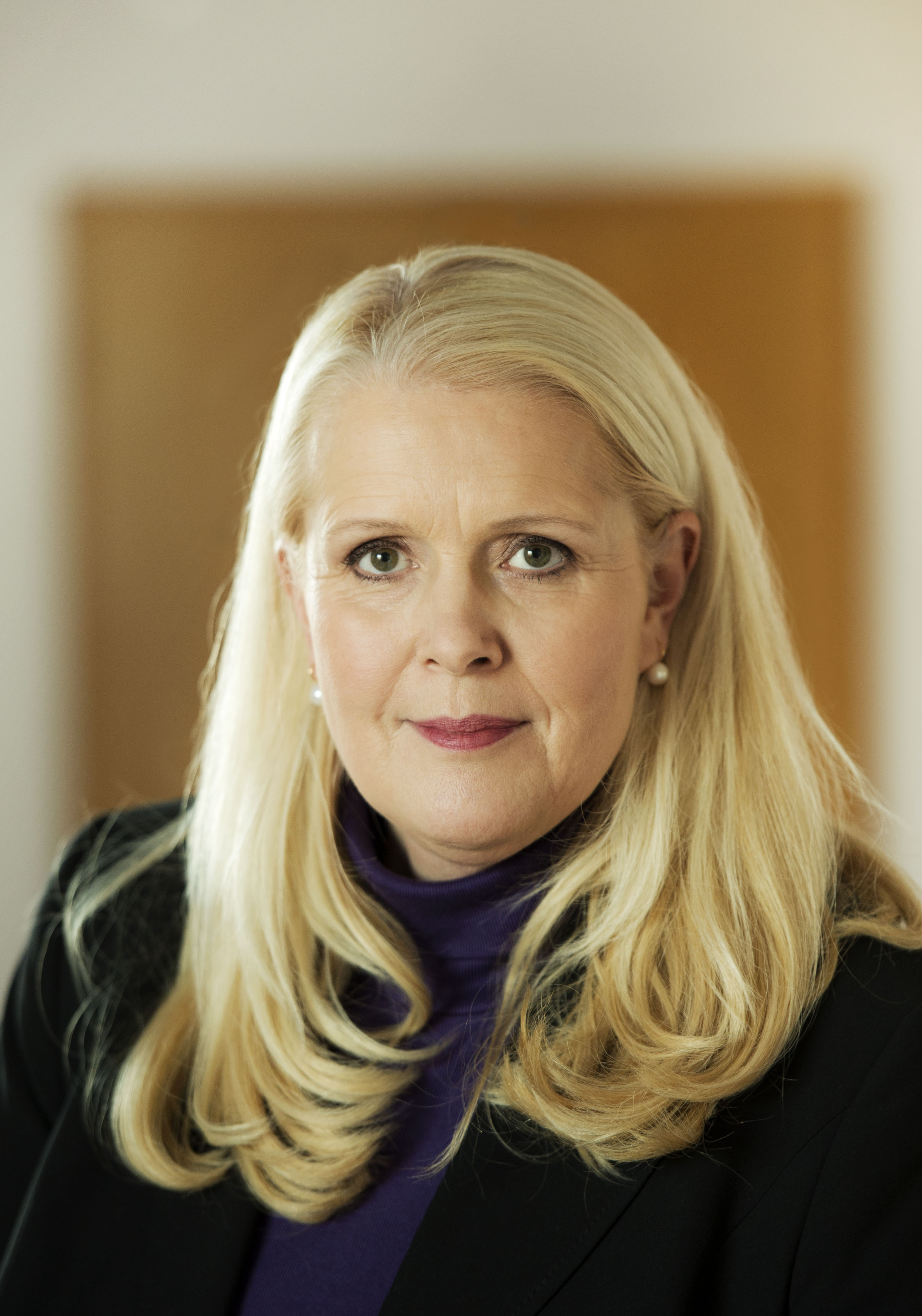
Maria Hamrefors, 2012

Maria Birgitta Hamrefors, född 24 november 1956 i Göteborg, är en svensk företagsledare och styrelseledamot.

## Biografi
Maria Hamrefors blev den 1 januari 2013 VD för det bolag som skapades vid samgåendet mellan bokhandelskedjorna Akademibokhandeln och Bokia. Hon var VD för KF Media AB den 1 juli 2010 - 31 december 2012. KF Media är en koncern inom Kooperativa Förbundet som omfattar verksamheterna Norstedts Förlagsgrupp med förlagen Norstedts och Rabén & Sjögren, Akademibokhandeln, Bokus och Coop böcker. Under åren 2007-2010 var Maria Hamrefors VD för Norstedts Förlagsgrupp, där hon efterträdde Kjell Bohlund. Dessförinnan var hon VD och koncernchef för Liber-koncernen, där hon tillträdde 2004. Under åren 1991-2003 var hon verksam inom Thomson Corp, först som VD för det svenska dotterbolaget Thomson Fakta under åren 1991-2001 och därefter som affärsområdeschef i det brittiska bolaget Sweet & Maxwell Group 2001-2003.
Maria Hamrefors är styrelseordförande i AB Tidningen Vi och ledamot av Sveriges Televisions styrelse. 
Under åren 1975-1978 studerade hon internationell ekonomi vid Göteborgs universitet och var 1978 ordförande för Götekon.

## Familj
Maria Hamrefors är gift med professor Sven Hamrefors och paret har två döttrar.

## Uppväxt
Maria Hamrefors är dotter till Sune Wahlgren och framlidna Birgitta Wahlgren. Hon är uppvuxen i Vänersborg.